# Ferdinand Vega
Ferdinand Vega (* 30. April 1936; † 26. Februar 2021) war ein puerto-ricanischer Bogenschütze.
Vega nahm an den Olympischen Spielen 1972 in München teil und beendete den Wettkampf im Bogenschießen als einziger Teilnehmer seines Landes auf Rang 55 als Letzter. Vega war durch seine Teilnahme der erste puerto-ricanische Bogenschütze bei Olympischen Spielen.
Auch bei der Premiere der Sportart bei den Panamerikanischen Spielen 1979 in San Juan nahm Vega teil.